# Robert Burås

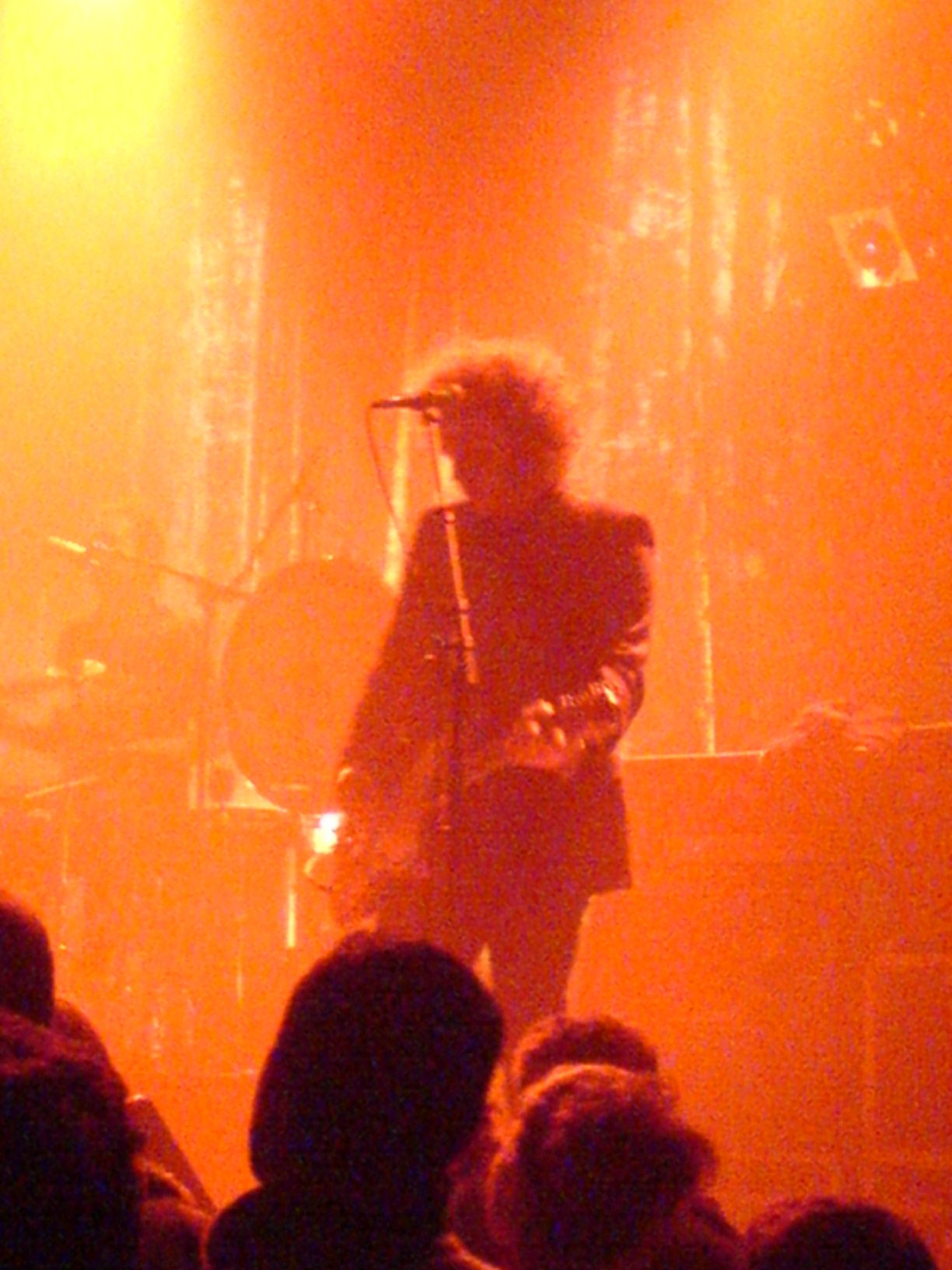
Robert Burås während eines Konzerts 2005.

Robert Solli Burås (* 12. August 1975 in Vassdalen in Bjerkvik in der Kommune Narvik; † 12. Juli 2007 in Oslo) war ein norwegischer Gitarrist und Songschreiber der Rockband Madrugada. Er galt als einer der besten Rockgitarristen des Landes und war für seinen gefühlvollen und doch kraftvollen Stil bekannt.

## Madrugada
Robert Burås gründete seine erste Band im Alter von 12 Jahren, seine Idole waren unter anderen Elvis und Led Zeppelin. Mit Jon Lauvland Pettersen und Frode Jacobsen formte er die Band Abbey’s Adoption, die sich nach dem Zusammenschluss mit Sänger Sivert Høyem in Madrugada umbenannte und zu einer der erfolgreichsten skandinavischen Bands avancierte. Vier der fünf Alben Madrugadas erreichten Platz 1 der norwegischen Hitparade, die letzte Platte – „Live at Tralfamadore“ – hielt ihn elf Wochen lang. Sowohl „Live at Tralfamadore“ als auch der Vorgänger „The Deep End“ verkaufte sich mehr als 100.000 Mal. 2006 erhielt die Band drei Spellemannpreise. Aufnahmen für ein neues Madrugada-Album fanden im Frühjahr 2007 statt.

## My Midnight Creeps
2005 gründete Burås die Band My Midnight Creeps, die 2005 ihre erste Platte herausgab. Hier war er Gitarrist, Songschreiber und Sänger und gab mit seiner rauen und heiseren Stimme den Liedern seine Prägung. Das zweite Album – „Histamin“ – kam im März 2007 heraus, die Band war für den Sommer 2007 für Konzerte und Festivals gebucht.

## Instrumente
Burås spielte vorwiegend eine schwarze Gibson Les Paul Custom aus den 70er Jahren sowie eine Fender Stratocaster in Sunburst-Lackierung, später trat er auch mit einer braunen Gibson ES-345 auf. Seine Hauptgitarre, die mit ihrem „Twang“ maßgeblich den Sound von Madrugada bei ruhigeren (ohne Gitarren-Verzerrung gespielten) Stücken prägte, war jedoch eine alte Fender Jazzmaster aus den 60er Jahren in der Farbe „Candy Apple Red“. Außerdem spielte er (auch zwölfsaitige) Akustikgitarren und gelegentlich eine elektrische Mandoline.

## Tod
Burås wurde von einem Freund in seiner Wohnung tot aufgefunden. Die Polizei schweigt sich über die Todesursache aus. Ein Fremdverschulden wird jedoch ausgeschlossen. Es war bekannt, dass er sein Rockmusikerleben „mit einem herausfordernden Lebensstil voll ausgelebt hat“.
Während der Trauerzeremonie am 18. Juli wurde bekannt, dass Burås mit einer Gitarre in seinen Armen aufgefunden worden war. Bei der Zeremonie lag die rote Jazzmaster auf seinem Sarg.

## Diskografie
mit Madrugada:
- Industrial Silence (2000)
- The Nightly Disease (2001)
- Grit (2002)
- The Deep End (2005)
- Live at Tralfamadore (2005)
- DVD: Live at Oslo Spektrum (2006)
- Madrugada (2008)

mit My Midnight Creeps:
- My Midnight Creeps (2005)
- Histamin (2007)